# استیون جیلنهال
استیون جیلنهال (انگلیسی: Stephen Gyllenhaal؛ زادهٔ ۴ اکتبر ۱۹۴۹) کارگردان، فیلم‌نامه‌نویس و شاعر اهل ایالات متحده آمریکا است. وی از سال ۱۹۷۹ میلادی تاکنون مشغول فعالیت بوده‌است. او پدر مگی جیلنهال و جیک جیلنهال است.

## گزیده فیلم‌شناسی
| سال  | عنوان        | یادداشت  |
| ---- | ------------ | -------- |
| ۱۹۹۲ | سرزمین‌آب     |          |
| ۱۹۹۵ | گم‌شدن اشعیا  |          |
| ۱۹۹۸ | میراث مالکوم |          |
| ۲۰۱۰ | روان‌کاو      | تلویزیون |
| ۲۰۱۶ | میلیاردها    | تلویزیون |